# 斯皮尼奥-蒙费拉托
斯皮尼奥-蒙费拉托（義大利語：Spigno Monferrato），是意大利亚历山德里亚省的一个市镇。总面积54.86平方公里，人口1167人，人口密度21.3人/平方公里（2009年）。ISTAT代码为006165。